# Lense-Thirring-Effekt
Der Lense-Thirring-Effekt, auch Frame-Dragging-Effekt, ist ein im Jahr 1918 von dem Mathematiker Josef Lense und dem Physiker Hans Thirring vorhergesagter physikalischer Effekt, der sich aus der allgemeinen Relativitätstheorie ergibt. Es handelt sich um einen gravitomagnetischen Effekt. Der Lense-Thirring-Effekt beschreibt den Einfluss einer rotierenden Masse auf das lokale Inertialsystem. Dies kann man sich vereinfacht so vorstellen, dass die rotierende Masse den Raum um sich herum wie eine zähe Flüssigkeit mitzieht. Dadurch wird die Raumzeit verdrillt. 

## Geschichte
Bei der Ableitung durch Thirring spielte die Korrespondenz mit Einstein (1917) eine wichtige Rolle, und Einstein berechnete den Effekt schon im Rahmen seiner Vorläufertheorien für die allgemeine Relativitätstheorie. Die Wurzel dieser Überlegungen liegt im Machschen Prinzip, das Einstein darin realisiert sah.

## Experimenteller Nachweis

### LAGEOS
Derzeit wird noch diskutiert, ob den Wissenschaftlern um Ignazio Ciufolini von der Universität Lecce und Erricos Pavlis von der University of Maryland in Baltimore im Jahr 2004 der experimentelle Nachweis des Effektes gelungen ist. Sie vermaßen dafür die Bahnen der geodätischen Satelliten LAGEOS 1 und 2 präzise. Deren Position und Lage sollte von der sich drehenden Masse der Erde beeinflusst werden. Die Genauigkeit der Tests mit den LAGEOS-Satelliten ist derzeit umstritten, Schätzungen der Messunsicherheit reichen von 10 % bis 20–30 % und sogar darüber hinaus. 2013 erschien ein Übersichtsartikel von G. Renzetti über Versuche, den Lense-Thirring-Effekt mit Erdsatelliten zu messen.
Die beiden Satelliten wurden 1976 und 1992 in eine Umlaufbahn gebracht, um kleine Effekte auf der Erdoberfläche wie das Driften der Kontinente, nacheiszeitliche Hebungsvorgänge und jahreszeitliche Schwankungen der Erdrotation zu bestimmen. Ihre Position lässt sich mit Hilfe reflektierter Laserstrahlen auf 1 bis 3 cm genau messen, so dass die Verdrillung der Raumzeit mit den rund 400 kg schweren Erdtrabanten quantitativ bestimmt werden kann. Dabei bewegen sich gemäß der theoretischen Vorhersage der allgemeinen Relativitätstheorie die Verdrehungswinkel der Raumzeit durch die rotierende Erdmasse bei etwa 12 Millionstel Grad bzw. −39,2 Millibogensekunden pro Jahr. Wenn der Effekt tatsächlich existiert, so müssen die beiden Satelliten den gekrümmten Flugbahnen der verdrillten Raumzeit folgen.
Trotz möglicher Fehlerquellen durch das uneinheitliche Schwerefeld der Erde reichten die zentimetergenauen Positionsbestimmungen der LAGEOS-Satelliten nach Meinung der Experimentatoren aus, um den relativistischen Effekt nachweisen zu können.

### Gravity Probe B
Ein weiteres Nachweis-Experiment wurde zwischen dem 28. August 2004 und dem 14. August 2005 mit Hilfe des NASA-Forschungssatelliten Gravity Probe B durchgeführt. Auch diesem Experiment ist mittlerweile, trotz einer unerwarteten Fehlerquelle, nach Ansicht der Experimentatoren der Nachweis des Lense-Thirring-Effekts gelungen. Bald wurde klar, dass die angestrebte Genauigkeit von 1 % der Effektgröße um mindestens einen Faktor 2 verfehlt worden war. Die endgültige Auswertung ergab einen Wert, der bis auf 5 % der Vorhersage entsprach. Die letzten Auswertungen (April 2011) der Daten ergaben eine erneute Bestätigung des Effektes.

### LARES
Im Februar 2012 startete an Bord der ersten Rakete vom Typ Vega die LARES-Mission mit dem primären Ziel der endgültigen Bestätigung des Effektes. Die Mission war auf einen Betrieb bis 2016 ausgelegt, wird aber darüber hinaus fortgesetzt. Nach Auswertung der Daten der ersten 3,5 Jahre werden die Vorhersagen der allgemeinen Relativitätstheorie mit erhöhter Genauigkeit bestätigt.  Die tatsächlich erreichbare Genauigkeit wird kontrovers diskutiert.

### LARES 2
Am 13. Juli 2022 wurde um 15:13 MESZ mit dem Jungfernflug einer Vega-C der italienische Forschungssatellit LARES 2 ins All gebracht, der ebenfalls den Lense-Thirring-Effekt messen soll. LARES 2 ist ein passiver, mit Laserspiegeln besetzter Satellit in Form einer Kugel mit einem Durchmesser von 36,4 cm.

## Auswirkungen
Der Lense-Thirring-Effekt wird für die enorme Leuchtkraft von Quasaren verantwortlich gemacht. Er ermöglicht dem Plasma der Akkretionsscheibe, das in das meist rotierende Schwarze Loch im Zentrum des Quasars fällt, eine stabile Umlaufbahn knapp außerhalb des Schwarzschildradius. Dadurch kann das Plasma heißer werden als bei einem nicht rotierenden Schwarzen Loch und folglich stärker strahlen.
Außerdem sind die zusammen mit dem Plasma verdrehten Magnetfelder wahrscheinlich verantwortlich für die starke Beschleunigung und Fokussierung der Jets.

## Genauere Formulierung

Korotation von lokal nichtrotierenden und auf fixem r sitzenden Messbojen im Bezugssystem eines weit entfernten und relativ zu den Fixsternen stationären Beobachters.

Die Rotationswinkelgeschwindigkeit {\displaystyle \omega } des Raumes um eine rotierende und geladene zentrale Masse mit dem Spinparameter bzw. kerr'schen Rotationsparameter {\displaystyle a} und der elektrischen Ladung {\displaystyle Q} ergibt sich in Boyer-Lindquist-Koordinaten mit {\displaystyle G=M=c=K=1} zu:
{\displaystyle \omega ={\frac {{\rm {d}}\phi }{{\rm {d}}t}}=-{\frac {g_{t\phi }}{g_{\phi \phi }}}={\frac {a\left(2r-Q^{2}\right)}{\chi }}}
mit
- {\displaystyle \chi =\left(a^{2}+r^{2}\right)^{2}-a^{2}\cdot \sin ^{2}\theta \cdot \Delta }
  - {\displaystyle \Delta =a^{2}+r^{2}-(2\ r-Q^{2})}

- der Zeitkoordinate {\displaystyle t} eines Beobachters in weiter Entfernung von der rotierenden Masse
- dem Polarwinkel {\displaystyle \theta } (Nullpunkt am Nordpol)
- dem radialen Abstand {\displaystyle r} vom Schwerpunkt der Masse.

Die lokale Geschwindigkeit, mit der sich ein vor Ort befindlicher Beobachter gegen den Strudel der Raumzeit bewegen müsste, um relativ zum weit entfernten Beobachter stationär zu bleiben, ist:
{\displaystyle v_{\perp }=\omega \cdot {\bar {R}}\cdot \varsigma }
mit
- dem Gyrationsradius[25] {\displaystyle {\bar {R}}={\sqrt {|g_{\phi \phi }|}}={\sqrt {\frac {\chi }{\Sigma }}}\cdot \sin \theta }
  - {\displaystyle \Sigma =r^{2}+a^{2}\cdot \cos ^{2}\theta }
- der gravitativen Zeitdilatation {\displaystyle \varsigma ={\frac {{\rm {d}}t}{{\rm {d}}\tau }}={\sqrt {|g^{tt}|}}={\sqrt {\frac {\chi }{\Delta \cdot \Sigma }}}}
  - der Zeitkoordinate {\displaystyle \tau } eines korotierenden, aber drehimpulsfreien Beobachters vor Ort.[26]

Ein weit entfernter stationärer Beobachter beobachtet hingegen eine Transversalgeschwindigkeit von
{\displaystyle u_{\perp }=\omega \cdot {\sqrt {x^{2}+y^{2}}}}
an einer lokal ruhenden Messboje, wobei sich die kartesischen {\displaystyle x}- und {\displaystyle y}-Werte ergeben aus der Regel
{\displaystyle {\begin{aligned}x&={\sqrt {r^{2}+a^{2}}}\cdot \sin \theta \cdot \cos \phi \\y&={\sqrt {r^{2}+a^{2}}}\cdot \sin \theta \cdot \sin \phi \\z&=r\cdot \cos \theta \end{aligned}}}